# Штебах
Штебах (нім. Stebach) — громада в Німеччині, розташована в землі Рейнланд-Пфальц. Входить до складу району Нойвід. Складова частина об'єднання громад Дірдорф.
Площа — 2,38 км2. Населення становить 362 ос. (станом на 31 грудня 2020).